# Jim Steranko
James F. Steranko (Reading, 5 novembre 1938) è un fumettista e scrittore statunitense.
Il suo lavoro più noto è la serie spionistica Nick Fury, Agent of S.H.I.E.L.D., pubblicata originariamente nella testata Strange Tales della Marvel Comics negli anni sessanta. Disegnatore poliedrico, è considerato dalla critica come uno dei maggiori autori della storia del fumetto durante la cosiddetta Silver Age, grazie al suo particolare stile che unisce surrealismo, op art e design grafico.

## Biografia

### Gioventù
Nonostante la scarsa considerazione del padre verso il suo talento artistico, Steranko cominciò a disegnare molto giovane; per acquistare i fumetti raccoglieva bottiglie e vecchi giornali da rivendere agli stracciai. Studiò le strisce di Milton Caniff, Alex Raymond, Hal Foster, Alex Toth, Frank Robbins e Chester Gould, oltre che su vari albi di Superman e Walt Disney che gli regalava uno zio. Altre influenze derivarono da programmi radiofonici e serial cinematografici.

### Primi lavori
Il primo lavoro artistico di Steranko fu per una tipografia a Reading, dove disegnerà opuscoli e volantini pubblicitari per vari locali della città; quindi verrà assunto in una agenzia pubblicitaria, dove realizzerà disegni dei più svariati prodotti ("dalle carrozzine alle lattine di birra"). Interessato allo scrivere e disegnare fumetti, visiterà la sede della DC Comics, dove l'editor Julius Schwartz gli donerà una copia della sceneggiatura di un'avventura di Adam Strange. In una intervista del 2003, Steranko ricorderà: "Fu la prima sceneggiatura completa che vidi in vita mia, completa di descrizioni delle vignette e dialoghi. Imparai molto da essa, e mi portò a realizzare i miei primi fumetti".
Steranko entrerà nel mondo dei fumetti grazie alla Harvey Comics, dove collaborerà con Joe Simon alla realizzazione di una nuova linea di supereroi; tra i personaggi ideati Spyman, Magicmaster e Gladiator. Il suo primo lavoro venne pubblicato nel primo numero di Spyman (settembre 1966), per il quale scrisse la storia di 20 pagine "The Birth of a Hero" e per il quale disegnerà la prima pagina (il resto dei disegni venne realizzato da George Tuska), incluso il diagramma di una mano robotica che verrà riportato in copertina.
Poco tempo dopo comincerà a lavorare alla Marvel Comics. L'anno precedente venne rifiutato perché considerato troppo "acerbo"; la seconda volta venne ricevuto da Roy Thomas (quel giorno Stan Lee era occupato e non voleva essere disturbato), che subito venne impressionato dai suoi lavori più recenti; Thomas portò Steranko nell'ufficio di Lee, che lo assumerà per lavorare su Strange Tales.

### Silver Age
Dopo un primo periodo durante il quale si occupò di rifinire e inchiostrare le illustrazioni di Jack Kirby, Steranko cominciò ad occuparsi non solo dei disegni, ma anche della trama, delle copertine e della colorazione.
"Nick Fury, Agent of S.H.I.E.L.D." diventò presto lo zenit creativo dell'epoca, e uno dei fumetti più innovativi ed acclamati di sempre. Come fa notare Larry Hama, Steranko "è riuscito ad unire il dinamismo figurativo di Jack Kirby assieme a concetti di design più moderni". Modificò l'abito del protagonista che, da giacca e cravatta, indosserà "un vestito attillato pieno di tasche e cerniere, simile ad una tuta di Wally Wood rivisitata da Pierre Cardin. Le donne vestono con pelle nera "alla Emma Peel" della serie TV Agente speciale. In ogni pagina sono incorporate influenze di Peter Max, della Op Art e di Andy Warhol — e le pagine sono progettate nel loro complesso, non come una serie di vignette. Tutto questo eseguito con uno stile nitido, dai contorni netti, ribollente di dramma e tensione anatomica." Ron Goulart, nel suo Comix: A History of Comic Books in America, scrive "anche il più ottuso dei lettori poteva accorgersi che stava succedendo qualcosa di nuovo... Con ogni numero gli sforzi di Steranko diventavano sempre più innovativi. Intere pagine consacrate al fotocollage di disegni che ignoravano i bordi delle vignette per formare più piani di profondità. I pannelli di apertura assomigliavano ai poster dei concerti rock di San Francisco dell'epoca."
Steranko introdusse o popolarizzò, nell'ambito fumettistico, movimenti artistici come quelli psichedelici e op art, rifacendosi all'estetica di Salvador Dalí e ispirandosi a Richard Powers, definendo il suo stile come "Zap Art". A.M. Viturtia osserva di come Steranko si ispirò ai romanzi di James Bond, ma in seguito gli stessi autori dei film della spia vennero influenzati dalle vicende di Nick Fury. Assorbì e adattò al suo stile due note tecniche di Kirby: l'uso di fotomontaggi (in particolare per gli sfondi cittadini) e il frequente ricorso ai disegni a tutta pagina, privi di vignette, che occupavano uno, due o addirittura quattro fogli.
Lo scrittore Steven Ringgenberg scrive:
Quest'ultima e le altre simil-Bond girl erano al limite di ciò che era consentito pubblicare sotto il Comics Code a quel tempo. Un esempio è la sequenza di apertura del secondo numero di Nick Fury, Agente dello S.H.I.E.L.D., del quale venne censurata una vignetta che ritraeva Nick Fury e la Contessa abbracciati, sostituita con un'immagine di una pistola dentro una fondina.
Le avventure di Fury continuarono in una propria serie, al quale Steranko contribuì con quattro storie: "Who is Scorpio?" ("Chi è Scorpio?"); "So Shall Ye Reap...Death", titolo ispirato a La tempesta di Shakespeare; "Dark Moon Rise, Hell Hound Kill" ("Venti malefici, una corrente di terrore"), omaggio a Il mastino dei Baskerville, e "What Ever Happened to Scorpio?" ("Cosa è successo a Scorpio ?"). Steranko realizzò quindi alcune copertine, poi lasciò la serie.
La sua carriera alla Marvel proseguì con due storie degli X-Men (n. 50-51, novembre-dicembre 1968), per i quali disegnò un nuovo logo di copertina, e tre numeri di Capitan America (110, 111 e 113, febbraio, marzo e maggio 1969). Sempre nel 1969 venne annunciato un nuovo progetto ad opera di Steranko, che avrebbe dovuto apparire su Marvel Super-Heroes, ma mai concretizzato. Scrisse quindi una storia horror, che causò una rottura del rapporto con la Marvel. Sebbene di sole 7 pagine, "At the Stroke of Midnight" (inedita in Italia), pubblicata sul primo numero di Tower of Shadows (settembre 1969), vinse il premio Alley Award, ma causò diverse frizioni con Stan Lee. Quest'ultimo prima rifiutò la copertina (dello stesso Steranko), quindi si lamentò sul design delle vignette, dei dialoghi e del titolo, che inizialmente era "The Lurking Fear at Shadow House" (un omaggio a H. P. Lovecraft). In un primo momento Steranko se ne andò dalla Marvel, ma dopo circa un mese il rapporto con Lee si raffreddò e così tornò a lavorare alla Casa delle Idee per qualche altro anno, più che altro come copertinista, per poi concludere di fatto la sua carriera come autore di fumetti a tempo pieno.

### Editore e illustratore

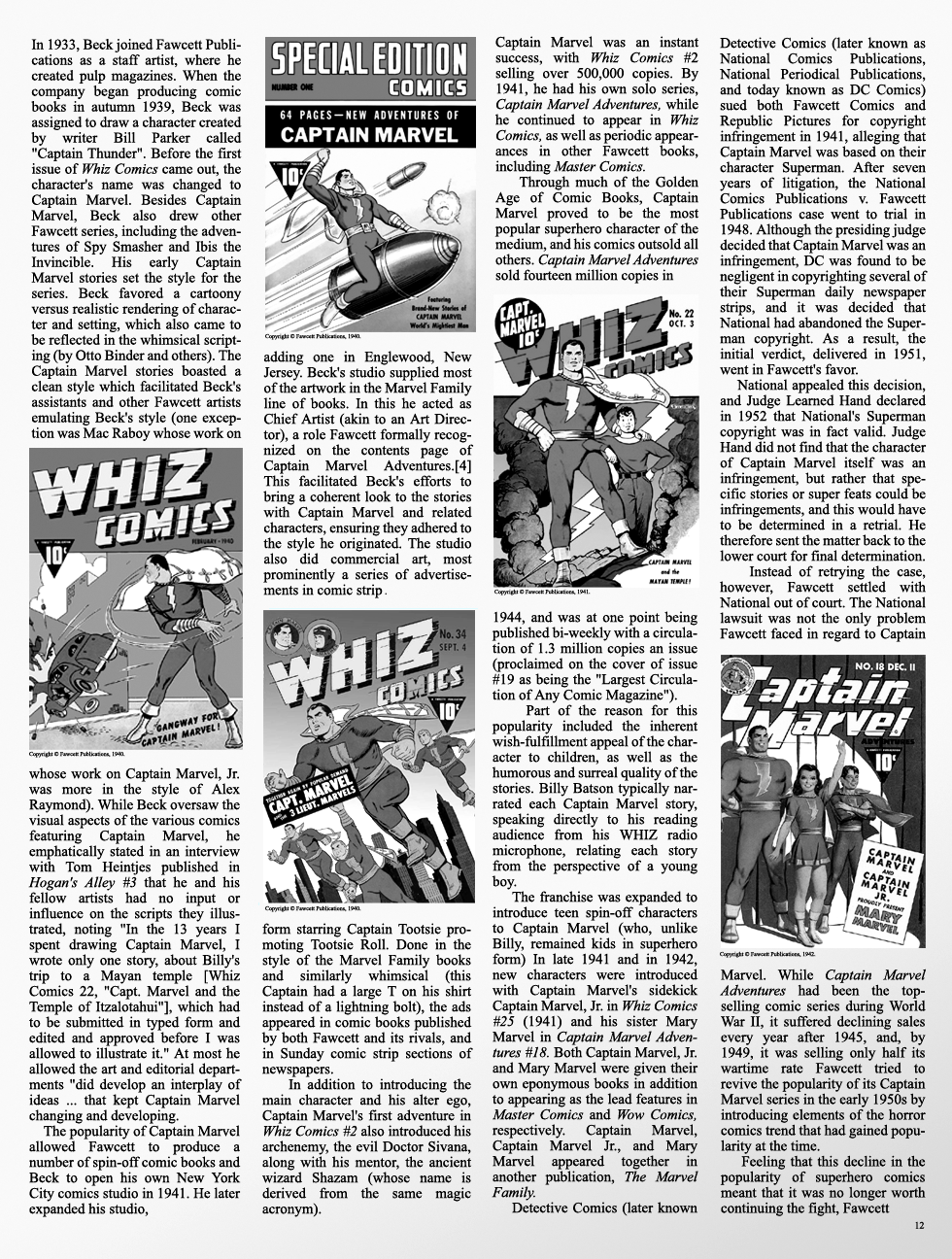
Nel 1970 e nel 1972, Supergraphics pubblicò due volumi di The Steranko History of Comics.

Steranko cominciò una nuova carriera nel mondo dell'editoria, in particolare come autore di copertine di libri. Su consiglio di un amico abbandonò la tecnica della pittura ad olio a favore degli acrilici, per una maggiore velocità di esecuzione e cominciò a lavorare per alcune case editrici. Nel 1969 fondò una propria etichetta, la "Supergraphics": il primo progetto che vide la luce furono due volumi (di sei inizialmente previsti) intitolati The Steranko History of Comics, pubblicati tra il 1970 e il 1972. Scritti dallo stesso Steranko, propongono la storia dei fumetti usciti durante il periodo della Golden Age, tramite anche parecchie interviste (e in molti casi anche uniche) ad autori degli anni '30 e '40; sono inoltre riprodotte numerose copertine in bianco e nero e una storia completa di The Spirit. La prefazione del primo volume è stata scritta da Federico Fellini.
Altre pubblicazioni della Supergraphics includono: Talon the Timeless, raccolta di illustrazioni relative ad una serie mai realizzata; i calendari di supereroine-pin-up "The Supergirls"; la rivista periodica intitolata Comixscene (dicembre 1972), inizialmente dedicata al mondo dei fumetti, poi dal settimo numero cambiò nome in Mediascene e quindi in Prevue, diventando una rivista generalistica sulla cultura popolare che venne pubblicata fino al 1994.
Nel 1976 Steranko scrisse, disegnò e produsse il graphic novel Chandler: Red Tide per la Byron Preiss Visual Publications/Pyramid Books, mentre nel 1981 adattò il film di fantascienza Atmosfera zero per Heavy Metal magazine. A partire dal 2007 ha lavorato con la Radical Comics realizzando copertine, loghi e personaggi delle serie Hercules e Ryder on the Storm.

### Cinema e televisione
Durante il corso degli anni, Steranko ha partecipato alla lavorazione di alcuni progetti cinematografici. Ha lavorato come artista in I predatori dell'arca perduta, realizzando disegni riguardanti la produzione del film e sull'aspetto di Indiana Jones, e in Dracula di Bram Stoker. Ha inoltre scritto l'episodio "The Ties That Bind" della serie TV animata della DC Comics Justice League Unlimited. Nel 2003 ha collaborato con History Channel nel realizzare un documentario dal titolo Comic Book Superheroes Unmasked.